# Palazzo dei Priori (Perugia)

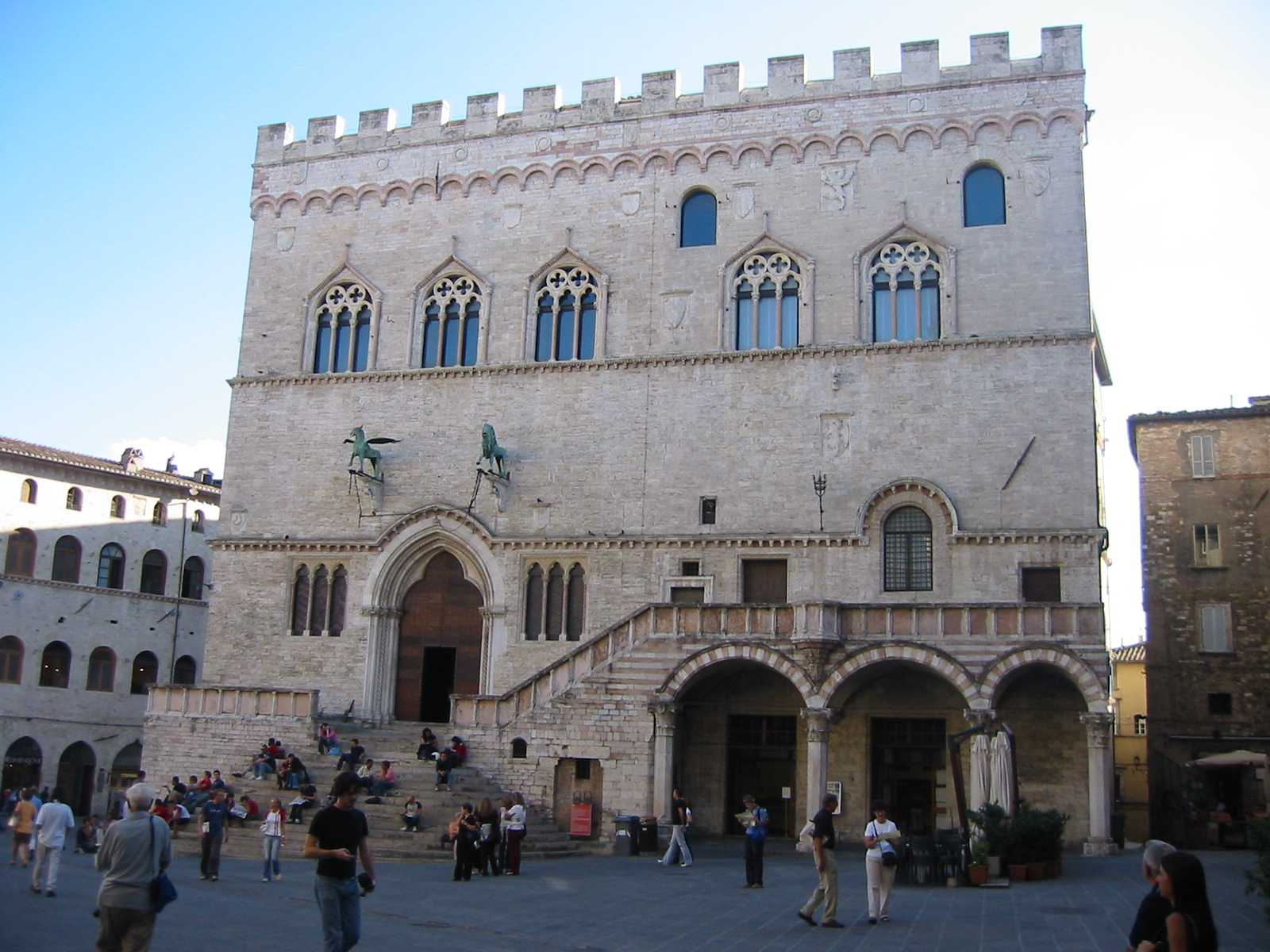
La fachada del palacio hacia la Piazza IV Novembre.

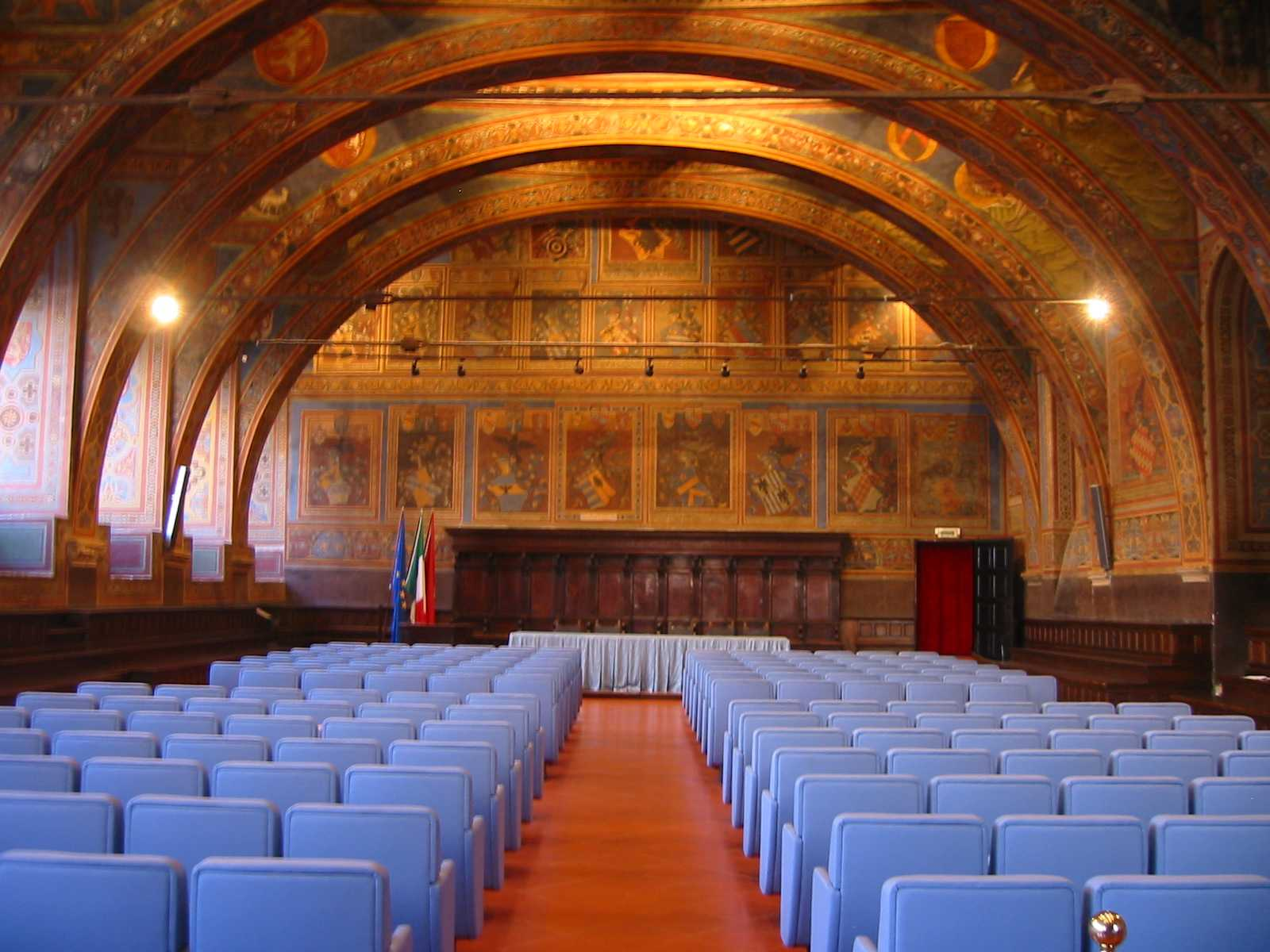
La Sala dei Notari.

El palazzo dei Priori  o palazzo Comunale, es uno de los mejores ejemplos de edificio público italiano de la edad comunal. Se construyó en Perugia entre 1293 y 1443. De estilo gótico, se accede a él desde la Piazza IV Novembre, atravesando un portal del siglo XIII decorado con estatuas de un grifo y un león, y se extiende a lo largo del Corso Vannucci hasta la Via Boncampi. Es todavía hoy sede de parte del municipio y, en la tercera planta, de la Galleria nazionale dell'Umbria.

## Descripción
La fachada hacia la plaza tiene una escalinata de abanico construida en 1902 para sustituir a una anterior con dos rampas. El portal está flanqueado por dos tríforas, presentes también en el orden superior con mayor tamaño y en número de cinco. A la derecha hay tres arcos; entre los dos primeros hay un púlpito usado para la lectura de los procesos.
La fachada hacia la calle deja entrever las distintas ampliaciones realizadas con el tiempo: en la primera planta hay tríforas con dos ejemplos de cuadríforas mientras que en la planta superior hay varias tríforas, la cornisa y las almenas medievales. El portal mayor, construido en 1346, es rico en decoraciones escultóricas que representan alegorías de la vida mientras en la luneta hay copias de las estatuas de los patronos de la ciudad.

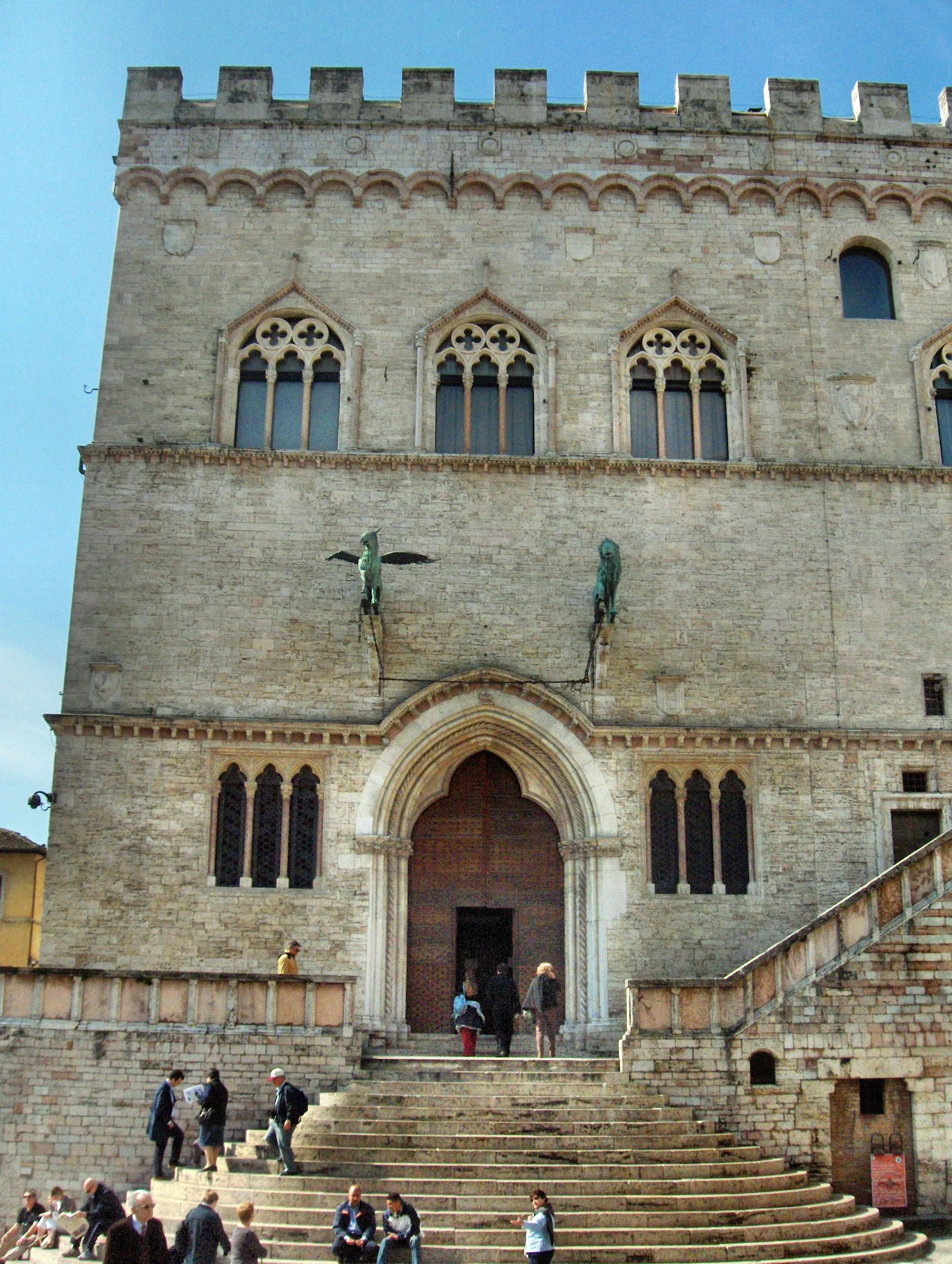
El portal desde la Fontana Maggiore
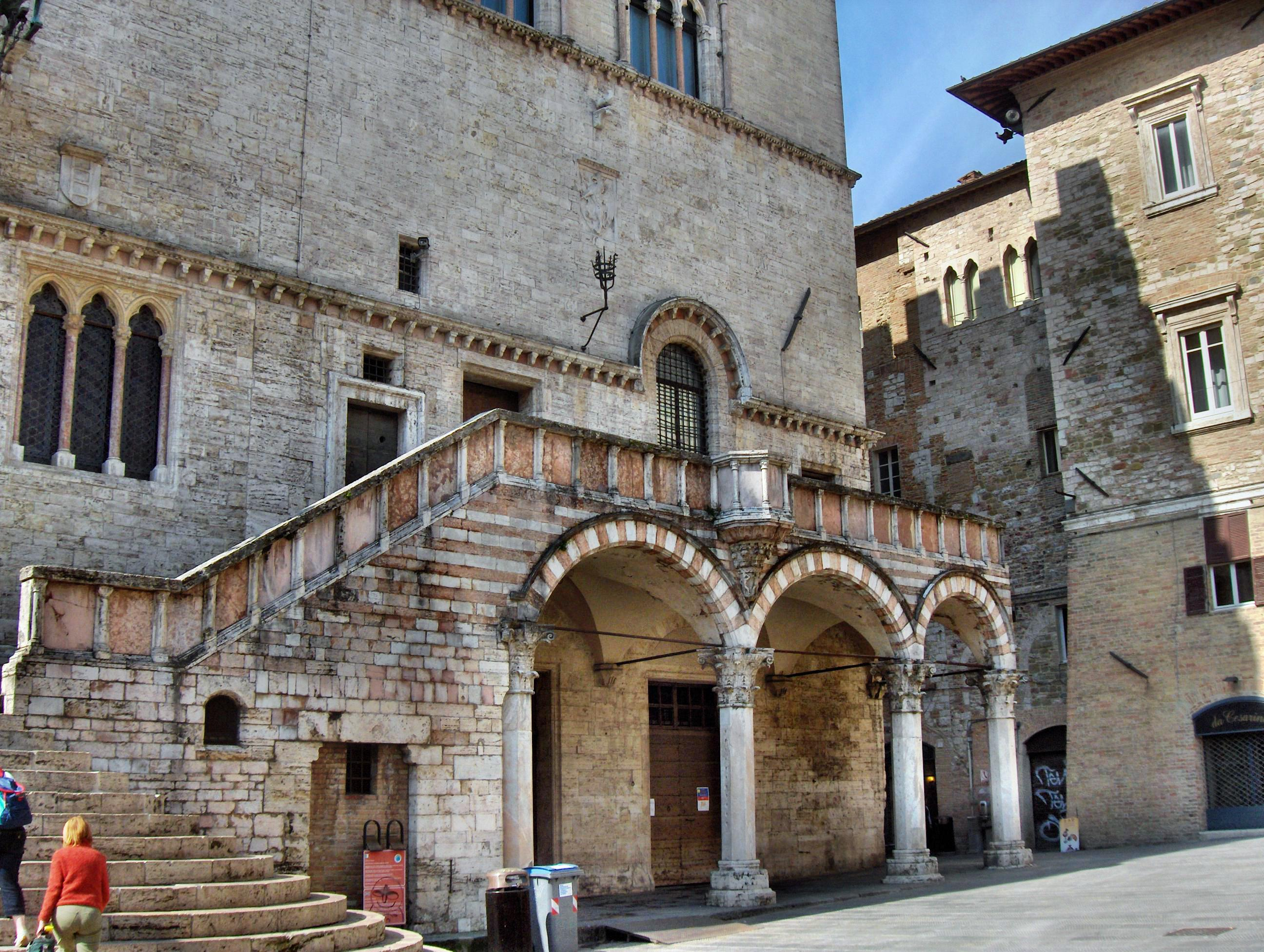
Los tres arcos y el púlpito
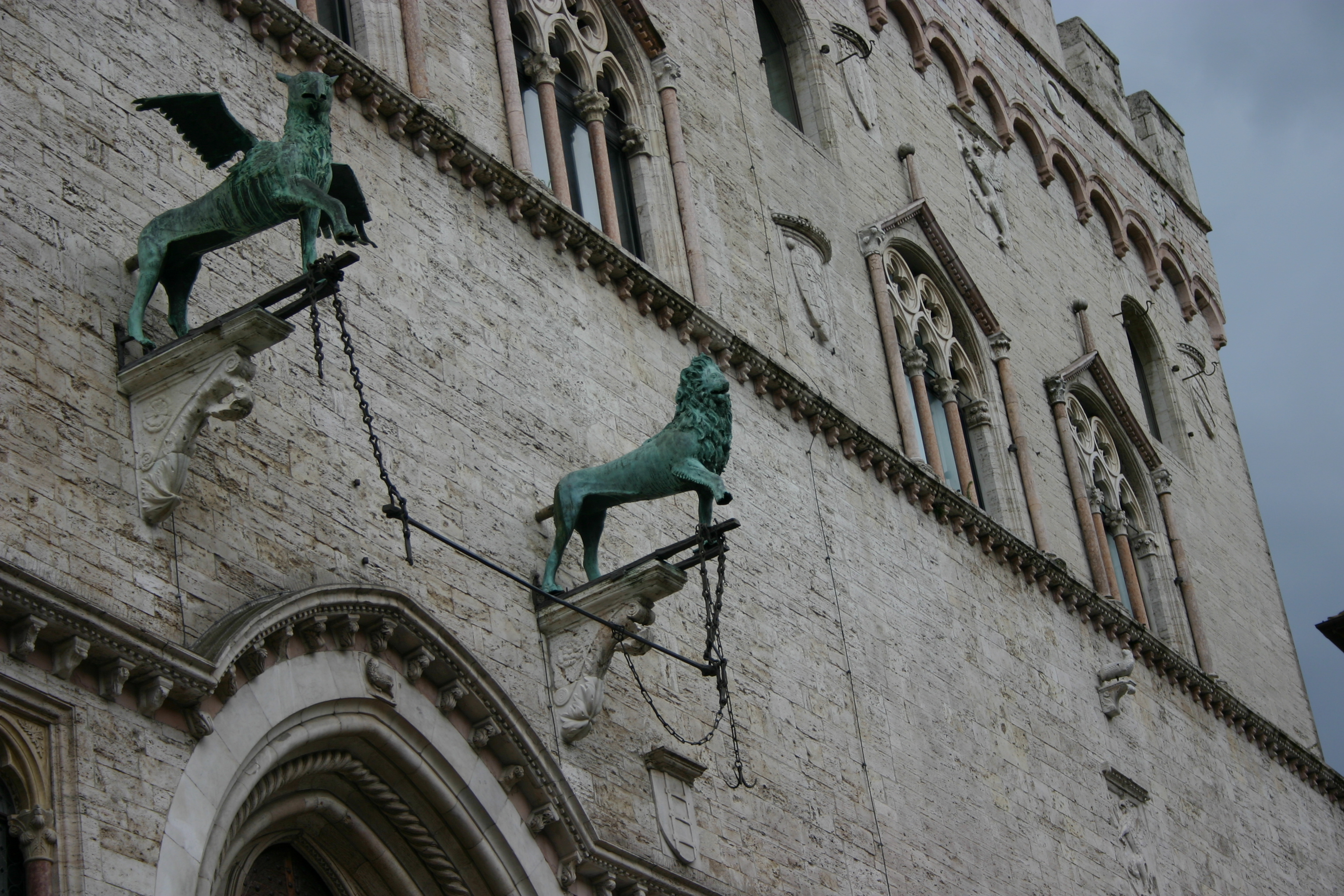
Un grifo y un león, símbolos de la ciudad, decoran la entrada desde la plaza
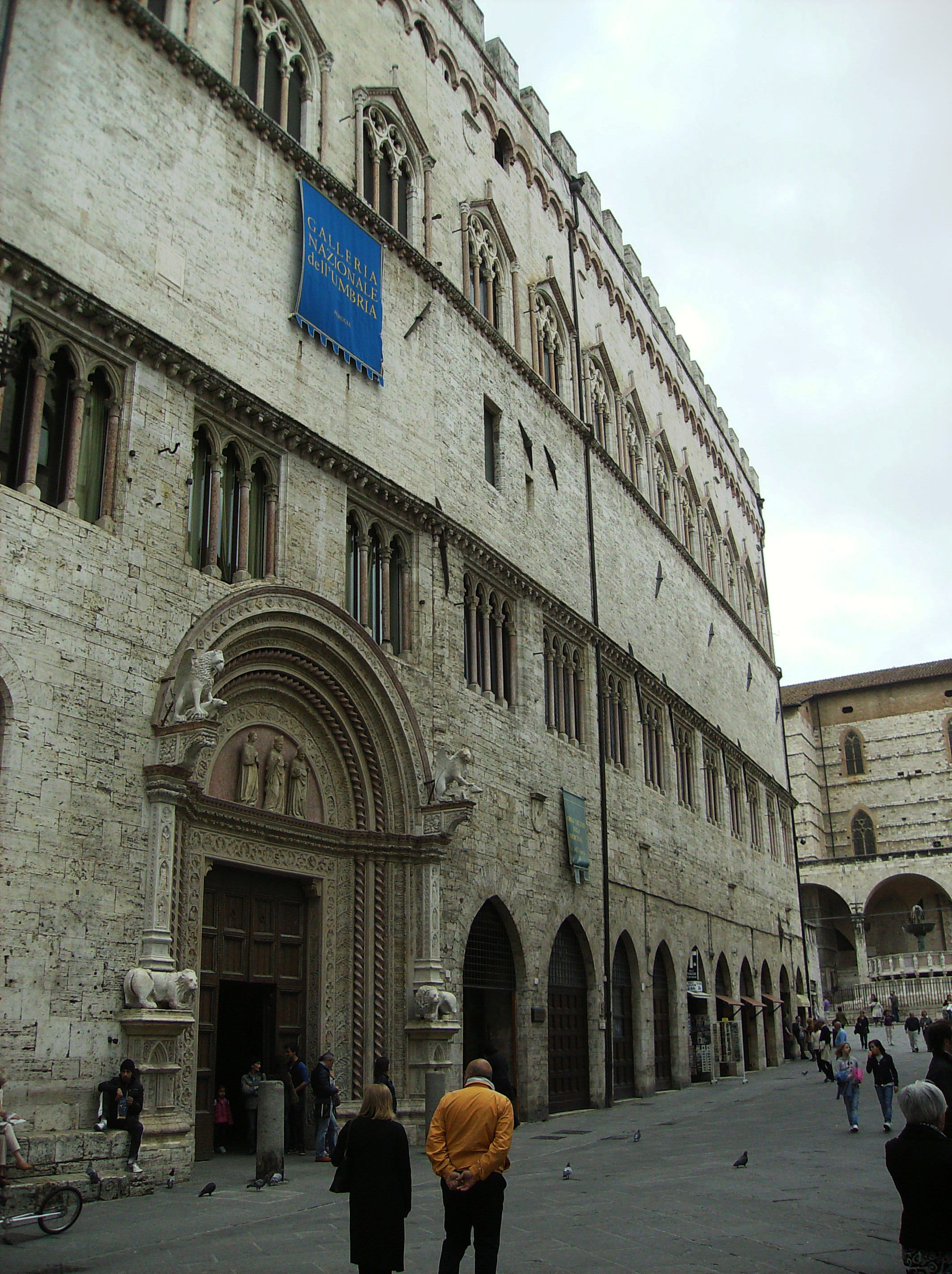
El Portale delle Arti en el Corso Vannucci
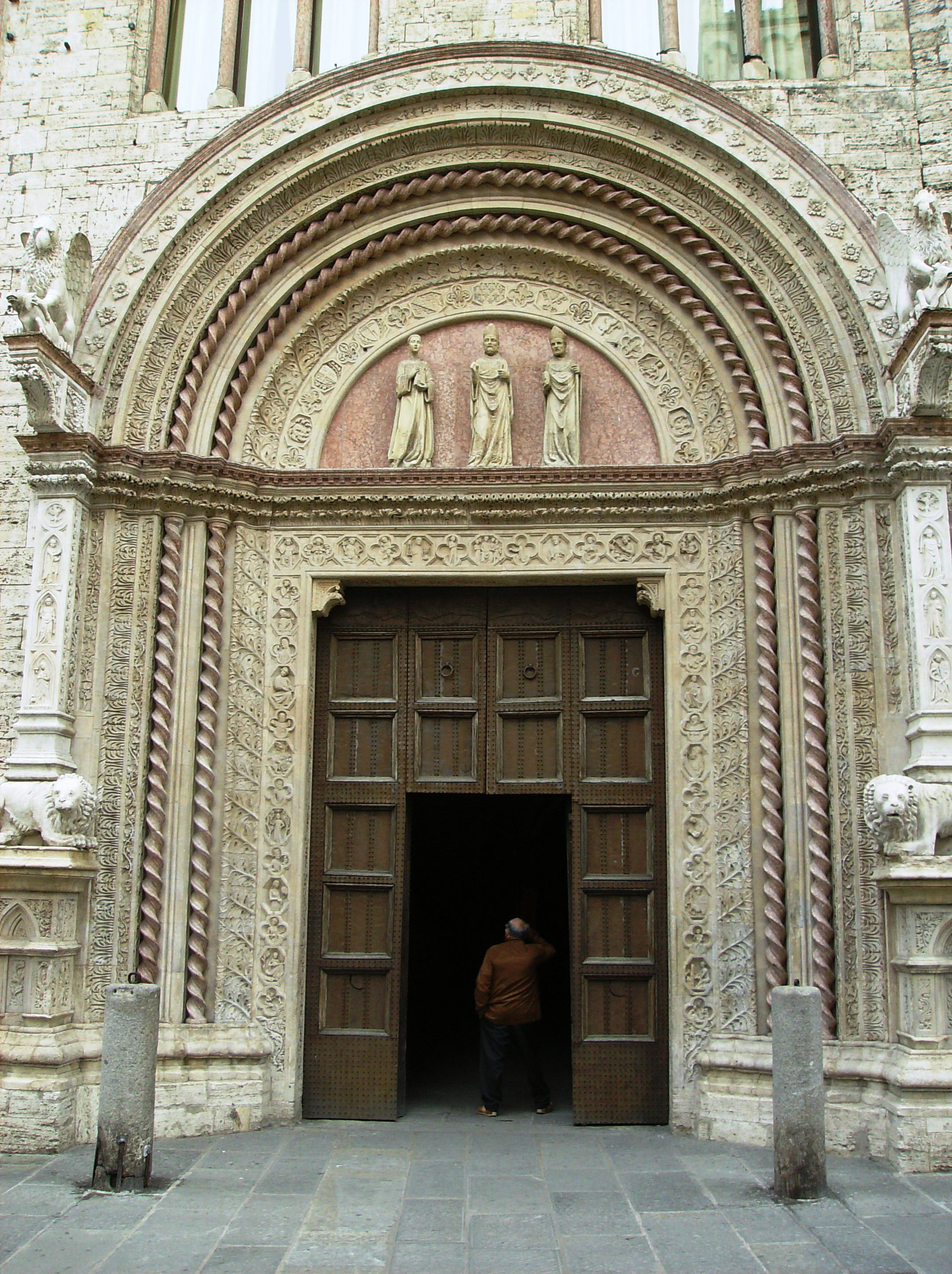
El Portale delle Arti (o Maggiore)

El interior conserva varias estancias de notable interés como la sala dei Notari, antes de 1582 "sala del Popolo". Está constituida por ocho arcos de medio punto con varias pinturas que narran leyendas, historias bíblicas y máximas.

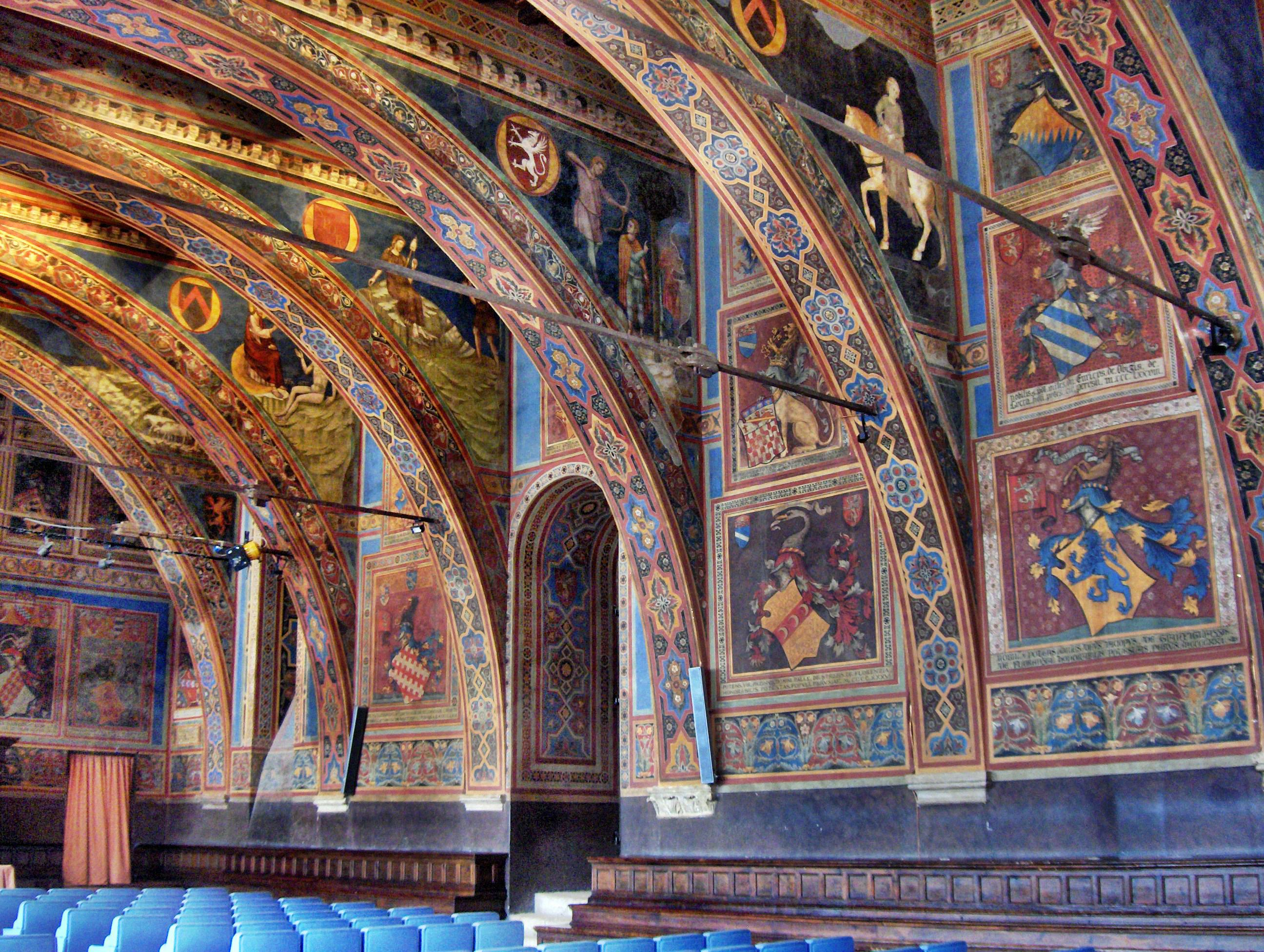
La Sala dei Notari
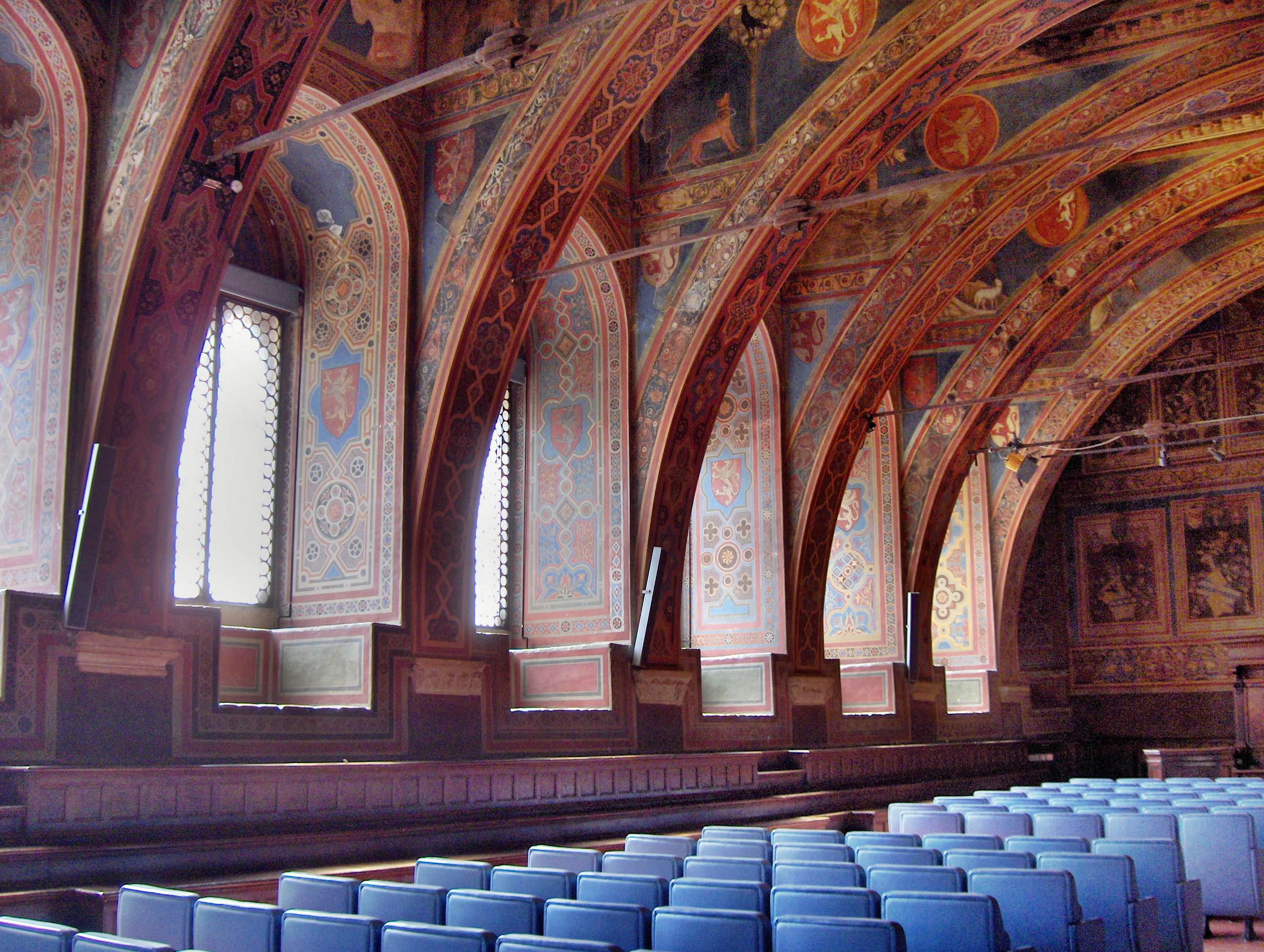
Los escaños del siglo XVI recorren todo el perímetro de la sala
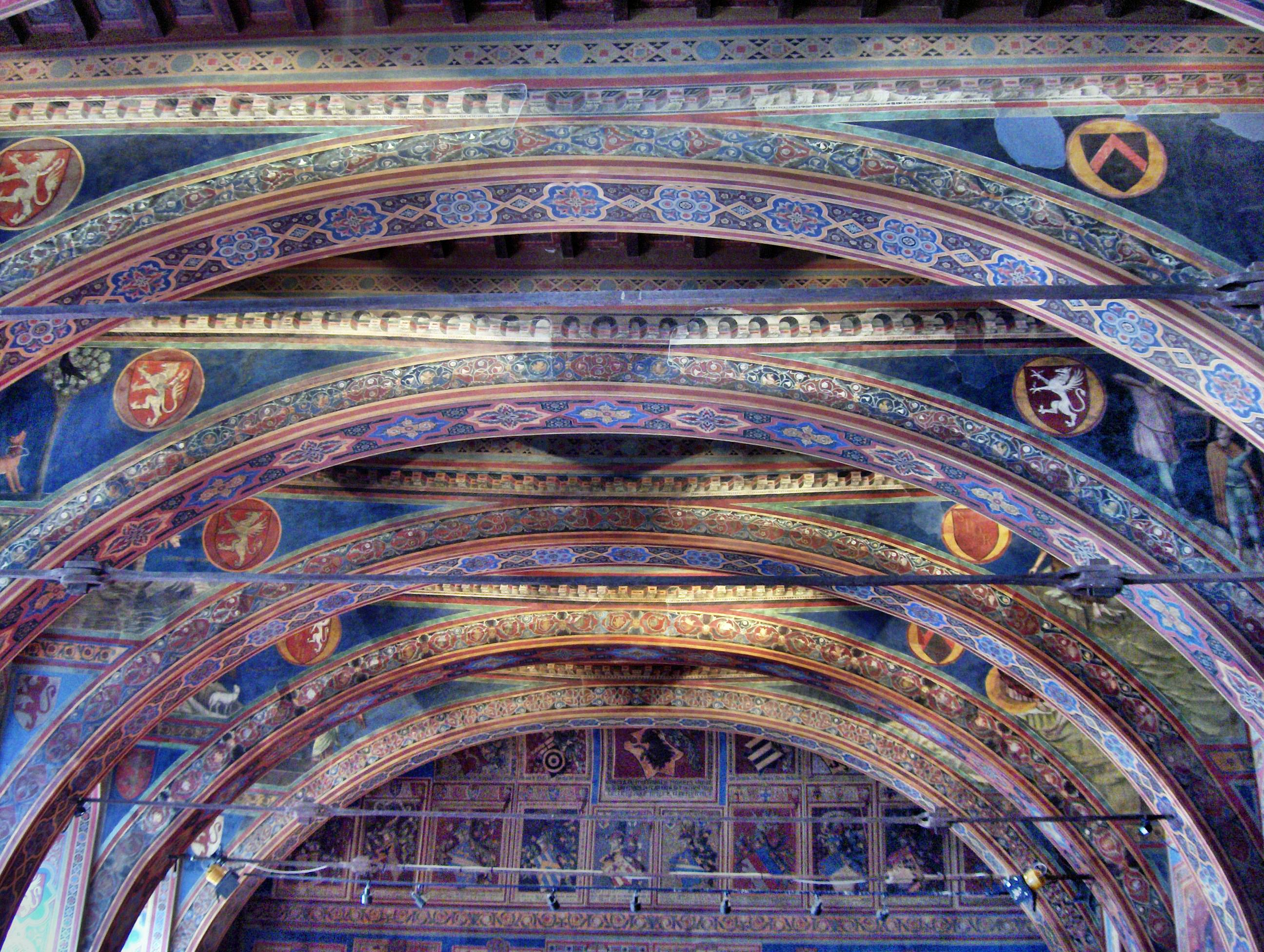
Detalle
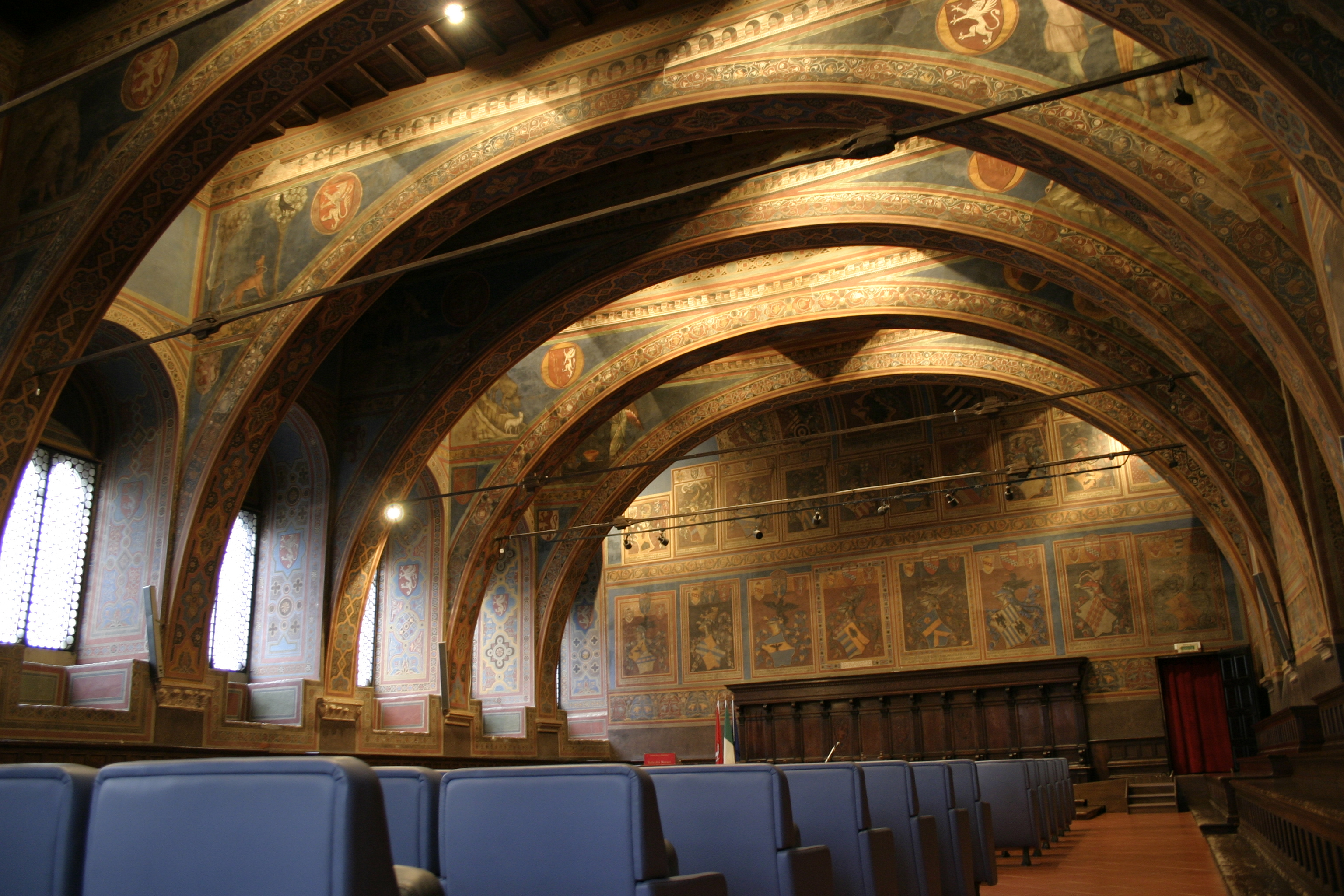
Doce tríforas iluminan la sala por un lado
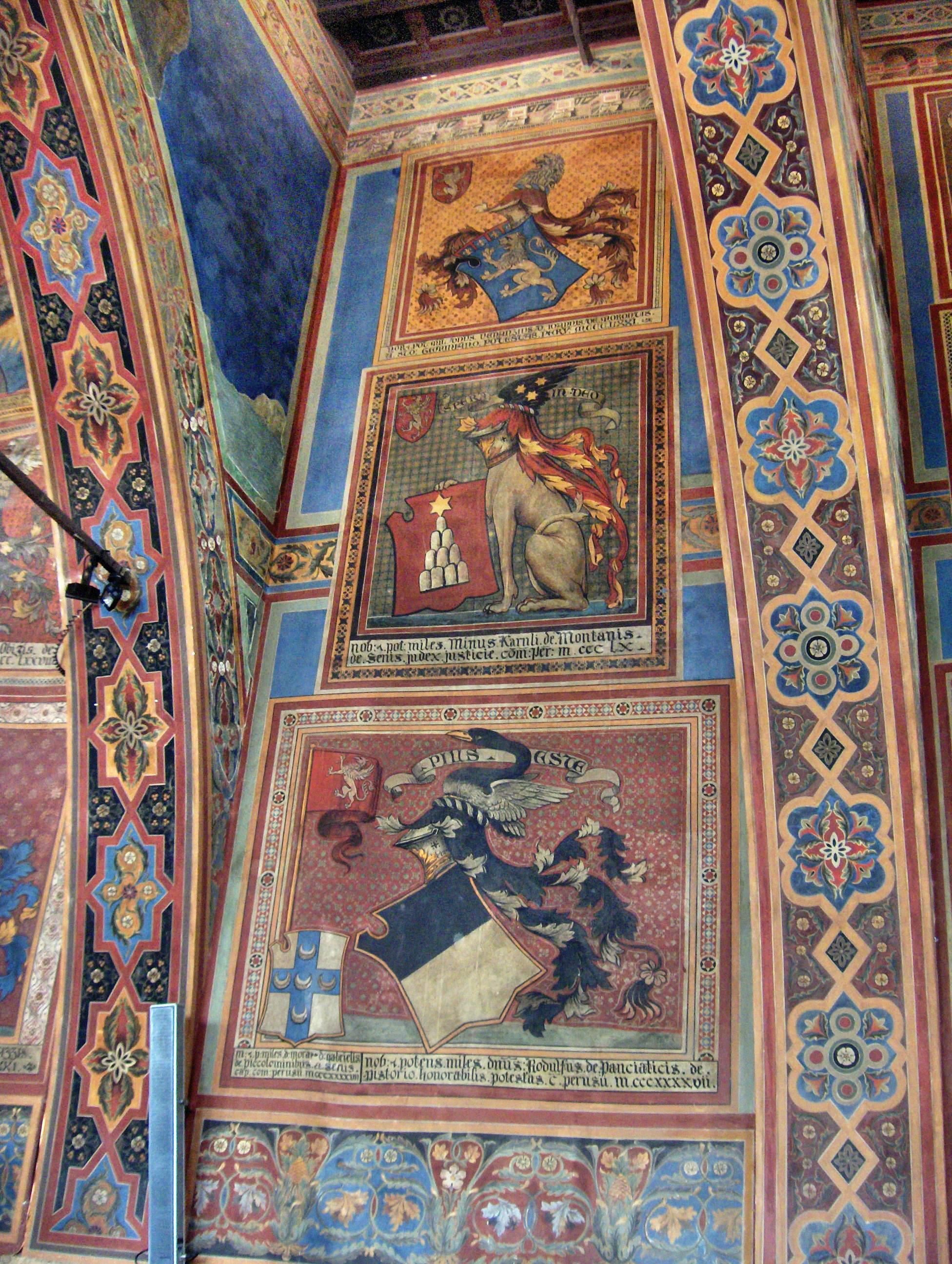
Los frescos medievales fueron realizados por artistas locales

En la primera planta está la sala del consiglio comunale donde en la puerta hay un fresco de Pinturicchio que representa a la Virgen María entre dos ángeles, mientras en la sala del Papa Julio III hay varios cuadros al óleo. Otra sala importante es la de la Udienza del Collegio del Cambio, decorada con frescos entre 1498 y 1500 por Perugino, con ayuda de su alumno Rafael (suyas son la Fortaleza y el rostro de Salomón), y decorada con un gran balcón de madera (Domenico del Tasso, 1492-1493) y escaños a lo largo de las paredes (Antonio da Mercatello, 1508). Completa la decoración una estatua de terracota de atribución incierta (quizá sea de Benedetto da Maiano) que representa la Justicia. El collegio della Mercanzia, situado a la derecha del portal mayor, está revestido completamente con una decoración tardogótica de madera.

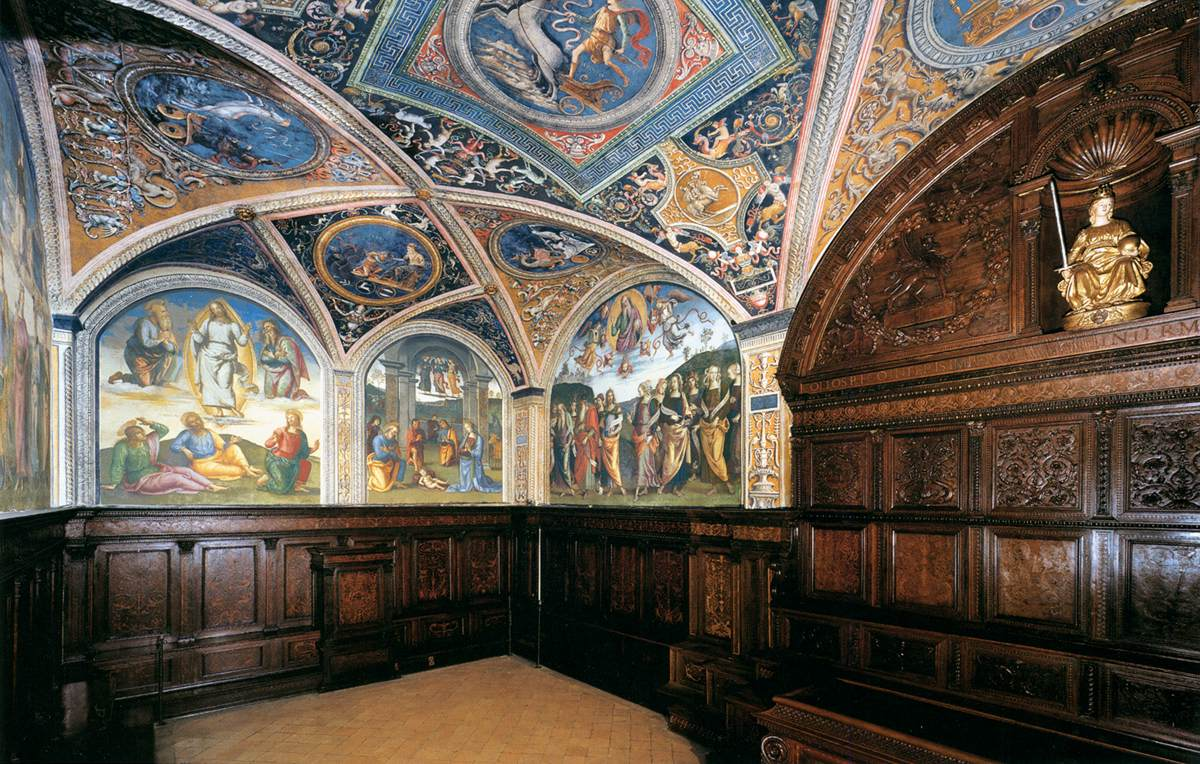
La Sala dell'Udienza del Collegio del Cambio, decorada con frescos a finales del siglo XV por Perugino
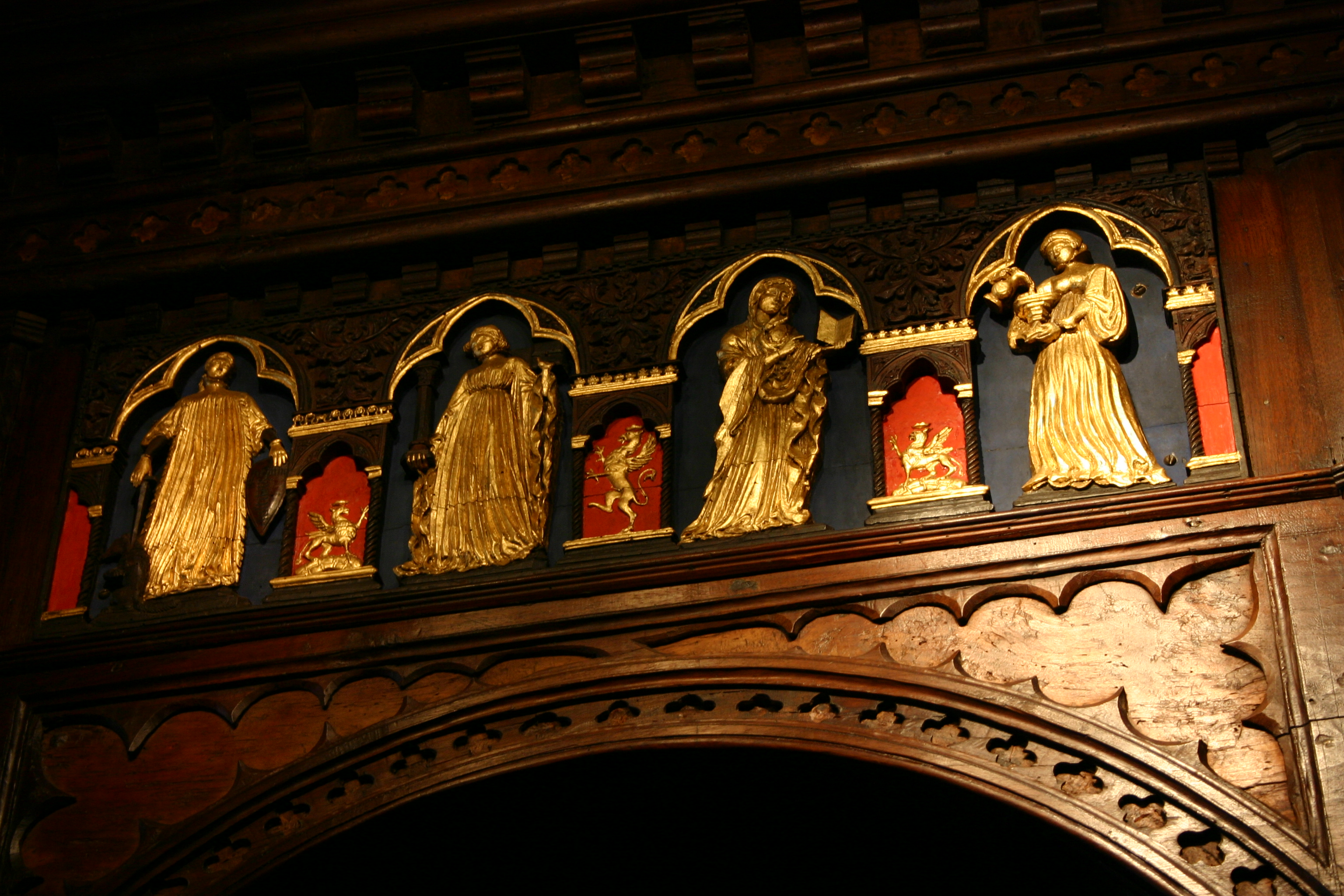
Fortaleza, Justicia, Prudencia y Templanza en la Sala dell'Udienza del Collegio della Mercanzia
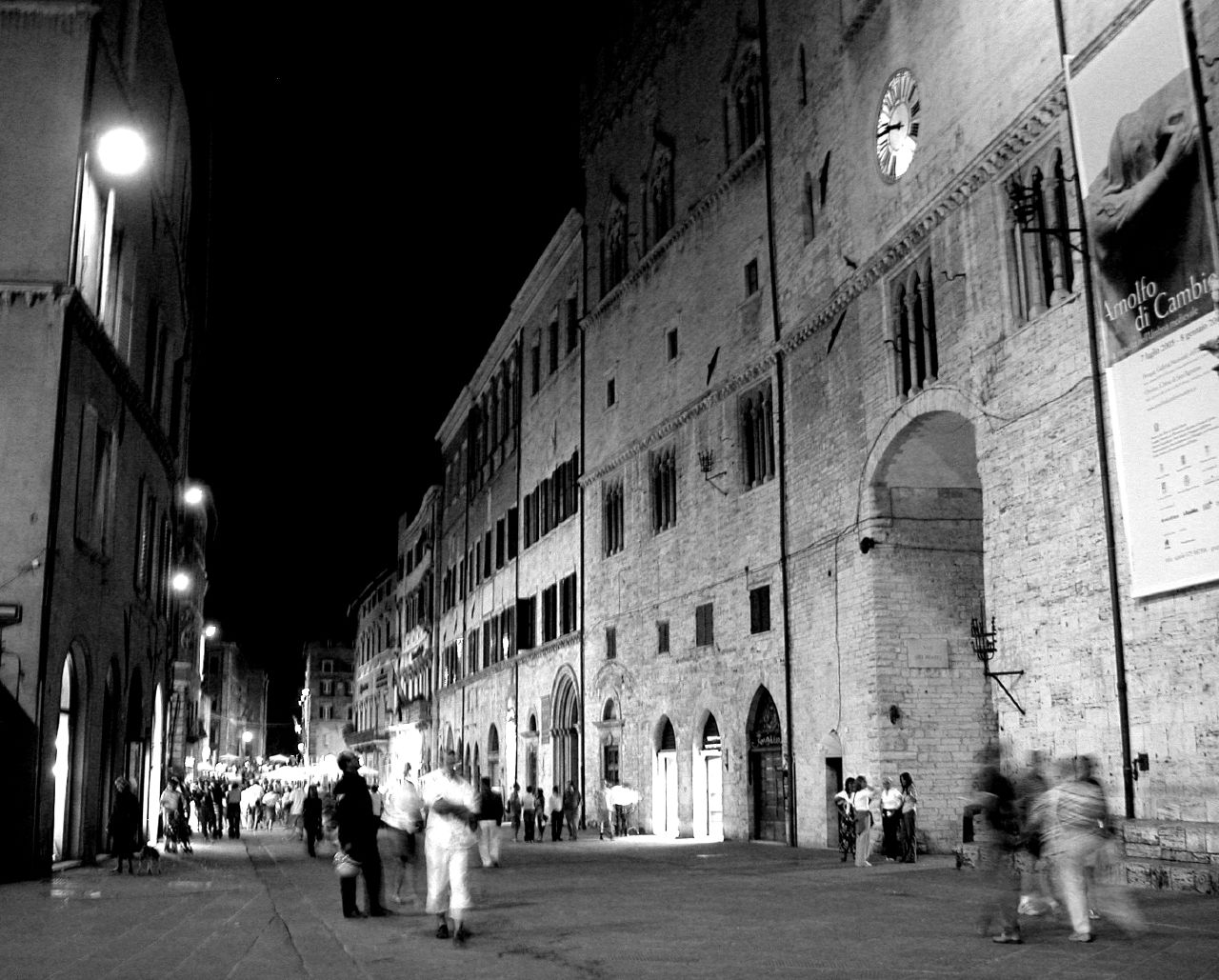
Corso Vannucci: a la derecha el Arco dei Priori
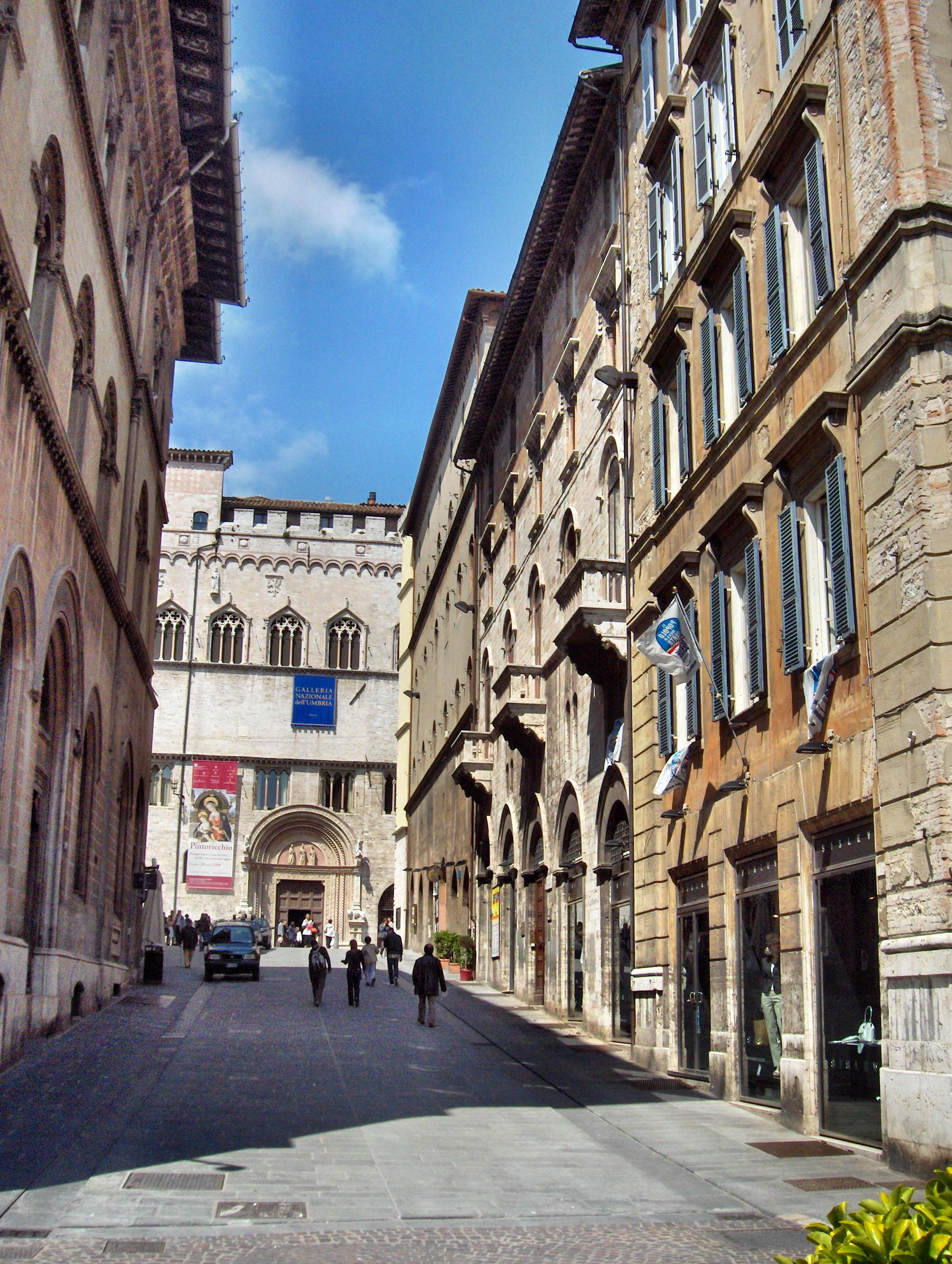
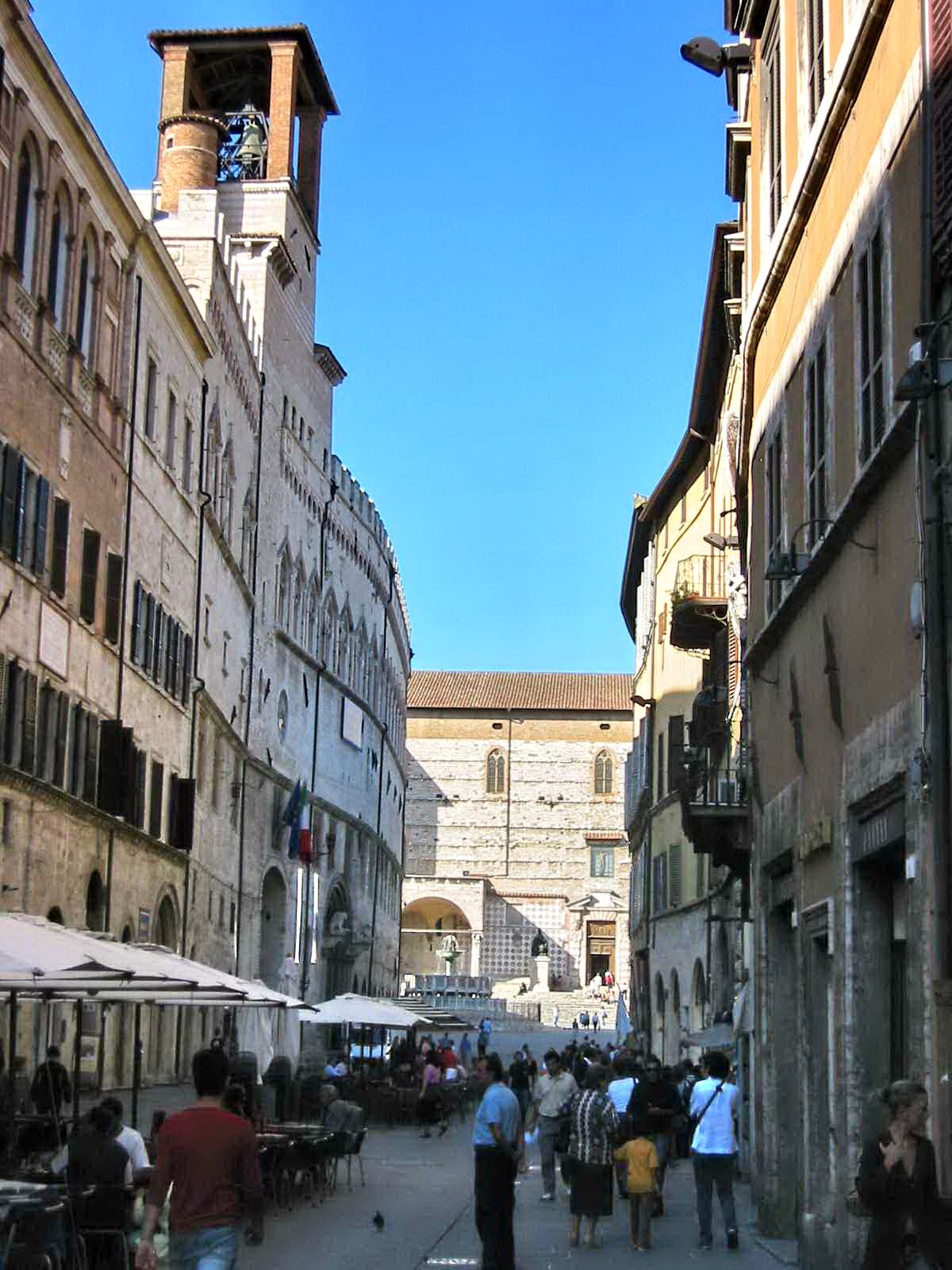